# Oligia arbora
Oligia arbora är en fjärilsart som beskrevs av Barnes och Mcdunnough 1912. Oligia arbora ingår i släktet Oligia och familjen nattflyn. Inga underarter finns listade i Catalogue of Life.